# Адамс, Мейсон
Ме́йсон А́дамс (англ. Mason Adams; 26 февраля 1919 — 26 апреля 2005) — американский характерный актёр.

## Биография
Мейсон Адамс родился 26 февраля в Бруклине, Нью-Йорк. Получил степень магистра искусств в Мичиганском университете. Затем вернулся в Нью-Йорк, где в течение нескольких лет преподавал речь в соседнем театре Playhouse на Восточной 54-й улице. Позже окончил театральный факультет Висконсинского университета в Мадисоне. В 1940 году он впервые вышел на сцену в одной из постановок, проходившей в Балтиморе.

### Карьера
Карьера Адамса началась с участия в радиопостановках. С 1947 по 1959 год он играл роль Пеппера в постановке «Семья юного Пеппера». В 1945 году Адамс получил эпизодическую роль в радиопостановке «Приключения супермена». С 1977 по 1982 год Мейсон Адамс был задействован в драматическом сериале «Лу Грант».
На протяжении 1960-х годов Адамс был востребован в озвучивании телевизионных рекламных роликов, в основном продуктов питания и бытовой химии. В 1986 году актёр участвовал в озвучивании одного из эпизодов «Улицы Сезам».
В 1970 году Мадамс получил главную роль в мыльной опере «Другой мир». В 1981 году актёр исполнил роль президента США в триллере «Омен 3: Последняя битва». В 1986 году Адамс сыграл полковника Мейсона в криминальном триллере «Иллюзия убийства».

## Личная жизнь
В 1957 году Адамс женился на Марго Файнберг. В браке у супругов родились дочь Бетси и сын Билл. Умер Мейсон Адамс от естественных причин 26 апреля 2005 года.